# Calolamprodes thailandensis
Calolamprodes thailandensis är en kackerlacksart som beskrevs av Anisyutkin 1999. Calolamprodes thailandensis ingår i släktet Calolamprodes och familjen jättekackerlackor.
Artens utbredningsområde är Thailand. Inga underarter finns listade.